# Cerco de Damão (1638-1639)
O Cerco de Damão de 1639, também chamado de Grande Cerco de Damão  foi um confronto militar entre as forças portuguesas e as do Império Mogor na cidade de Damão, na Índia. Um exército mogor comandado pelo príncipe-herdeiro mogor Aurangzeb tentou atacar Damão, mas viu-se obrigado a bater em retirada ante obstinada resistência portuguesa.

## O Cerco
Depois de invadir o território de Damão, os mogores montaram o seu acampamento em Magravará, e a partir de lá cavaram trincheiras e trabalhos de cerco para se aproximarem das muralhas de Damão.  Todos os residentes portugueses capazes de pegar em armas foram convocados para o serviço militar, e envolveram-se em escaramuças com os mogores fora de muros na mira de impedi-los de se aproximarem da cidade. 
Quando chegaram a Goa e às guarnições portuguesas vizinhas novas do cerco, reforços foram enviados para Damão. O vice-rei enviou um destacamento de tropas sob o comando do capitão-mor do norte D. Braz de Castro, que ao chegar a Damão realizou várias surtidas limitadas contra os mogores, embora tenha sido estritamente proibido de tal por ordens do vice-rei. 
Aos defensores de Damão juntaram-se posteriormente reforços sob o comando do general Luiz de Mello e Sampayo, que ordenou uma investida geral com todas as suas tropas.  Os portugueses conseguiram surpreender os mogores e capturar as trincheiras mais próximas da cidade, mas viram-se depois forçados a recuar para dentro de portas da cidade pela superioridade numérica dos mogores.  O general Sampayo e o seu filho Diogo foram ambos feridos na acção enquanto cobriam a retirada de seus homens, morrendo o general Luiz de Mello Sampayo dois dias mais tarde em Damão.   Foi substituído no cargo pelo capitão-mor António Telles de Menezes. 
Na noite de 5 de janeiro de 1639, um navio inglês transportando William Methwold, que havia recentemente renunciado ao cargo de presidente do comércio inglês na Índia, fez escala em Damão e, apesar do cerco, o capitão português da cidade ofereceu a Methwold um barril de vinho e outros refrescos.  Como os mogores não eram capazes de impedir o abastecimento naval para Damão, os portugueses conseguiram reforçar continuamente a cidade por mar. 
Vendo-se incapazes de romper as defesas portuguesas, os mogores pediram a paz através do governador de Surrate Mir Musa, com a ajuda do presidente da feitoria inglesa da Companhia das Índias Orientais em Surrate, e mais tarde levantaram o cerco, tendo perdido 700 a 7000 homens. na acção. 